# Grand Prix Stuttgart & Region
Le Grand Prix Stuttgart & Region (officiellement : Women's Cycling Grand Prix Stuttgart & Region) est une course cycliste féminine d'un jour disputée autour de Stuttgart en Allemagne. Créé en 2023, il fait partie du calendrier de l'Union cycliste internationale.

## Organisation
Le parcours vallonné s'étend de Tamm à Stuttgart. Lisa Brennauer, qui a pris sa retraite en 2022, est directrice de la course. La course fait partie de l'UCI Women's ProSeries depuis 2024, en catégorie 1.Pro.

## Palmarès
| Année | Vainqueur           | Deuxième              | Troisième          |
| ----- | ------------------- | --------------------- | ------------------ |
| 2023  | Elena Pirrone       | Kathrin Schweinberger | Linda Riedmann     |
| 2024  | Eleonora Gasparrini | Lieke Nooijen         | Mareille Meijering |
| 2025  |                     |                       |                    |